# Montañas Buzău

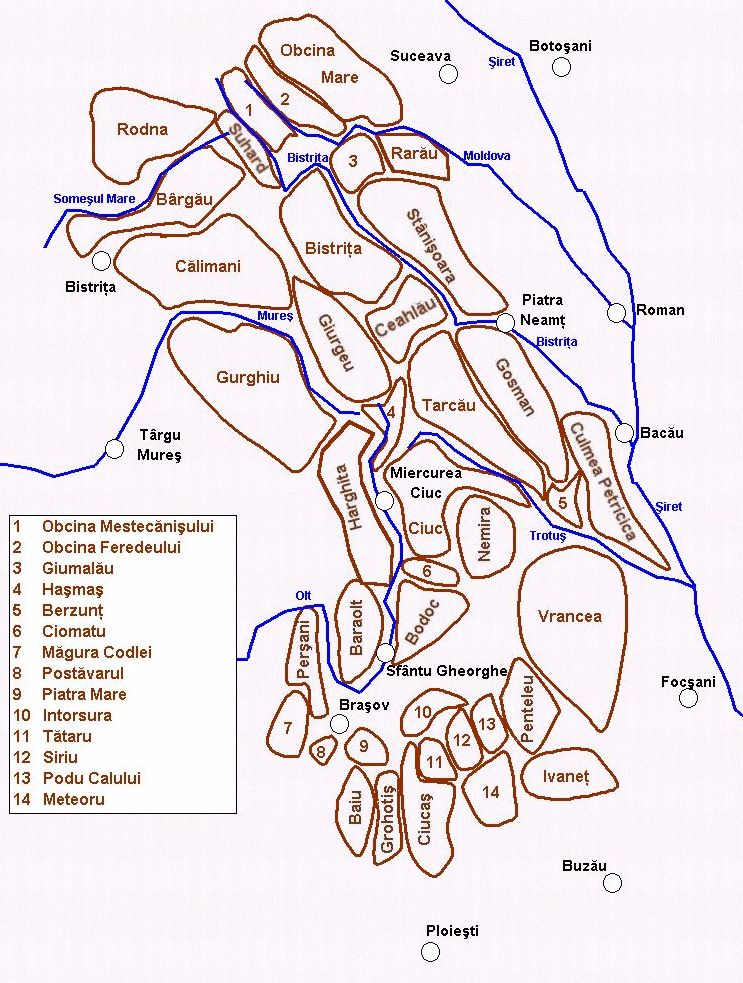
Mapa de los Cárpatos orientales, con las montañas Buzău en el extremo sur

Las montañas Buzău son un conjunto de seis cadenas montañosas en Rumania que forman parte de la región de los Subcarpatos de los Cárpatos Orientales Exteriores.
Estas seis cadenas montañosas son las siguientes:
- Macizo de Penteleu
- Macizo de Siriu
- Montañas Tataru
- Macizo de Podu Calului
- Montañas Monteoru
- Macizo de Ivănețu

Los macizos de Penteleu e Ivănețu están al este y bordean las montañas Vrancea. Los macizos de Podu Calului y Siriu están al norte, separados de los montes Întorsurii por la depresión de Întorsura Buzăului, mientras que el macizo de Ivănețu está al sur. Por último, los montes Tătaru se encuentran al oeste, colindando con los montes Ciucaș.
Los picos más altos de las montañas Buzău son:
- Pico Penteleu, macizo de Penteleu, 1.772 metros
- Pico Mălaia, macizo de Siriu, 1.662 metros
- Tătaru Mare, montañas Tătaru, 1.476 metros
- Vârful lui Crai, montañas Tătaru, 1.473 m
- Pico Podu Calului, macizo de Podu Calului, 1.439 m
- Pico Ivănețu, macizo de Ivănețu, 1.191 metros.

Estas montañas son atravesadas por el paso de Buzău, que sigue el río Buzău y conecta Brașov con Buzău. El lago Siriu es un lago de represa artificial en el río, en el extremo sur del paso. Lacul Vulturilor es un lago periglacial ubicado cerca de Siriu, a una altitud de 1,420 m.
Los alrededores ofrecen viñedos, campamentos y senderismo como atracciones para los visitantes. Los desprendimientos de rocas, los deslizamientos de tierra y otras actividades sísmicas no son infrecuentes en la zona.

## Galería

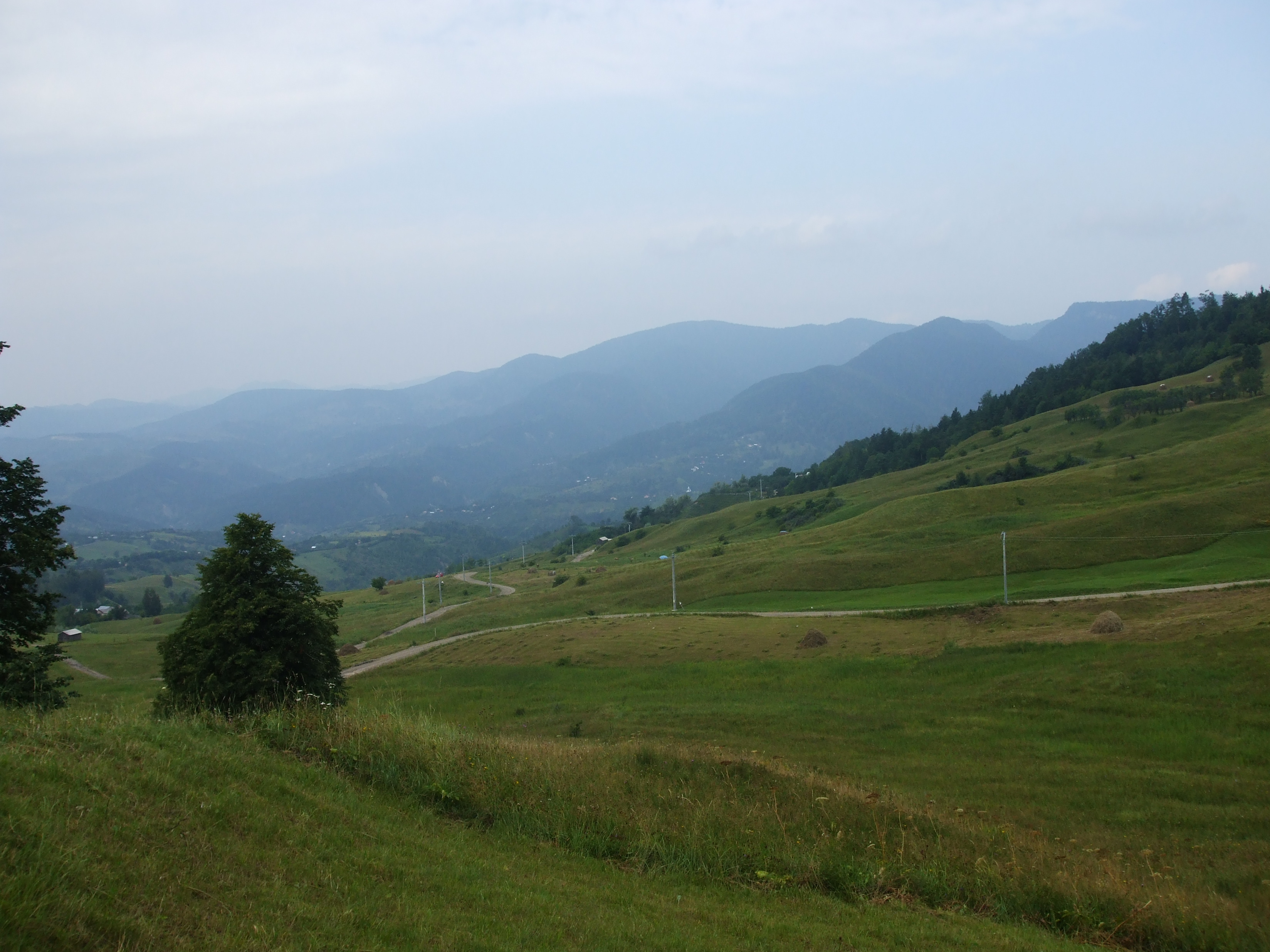
Bisoca
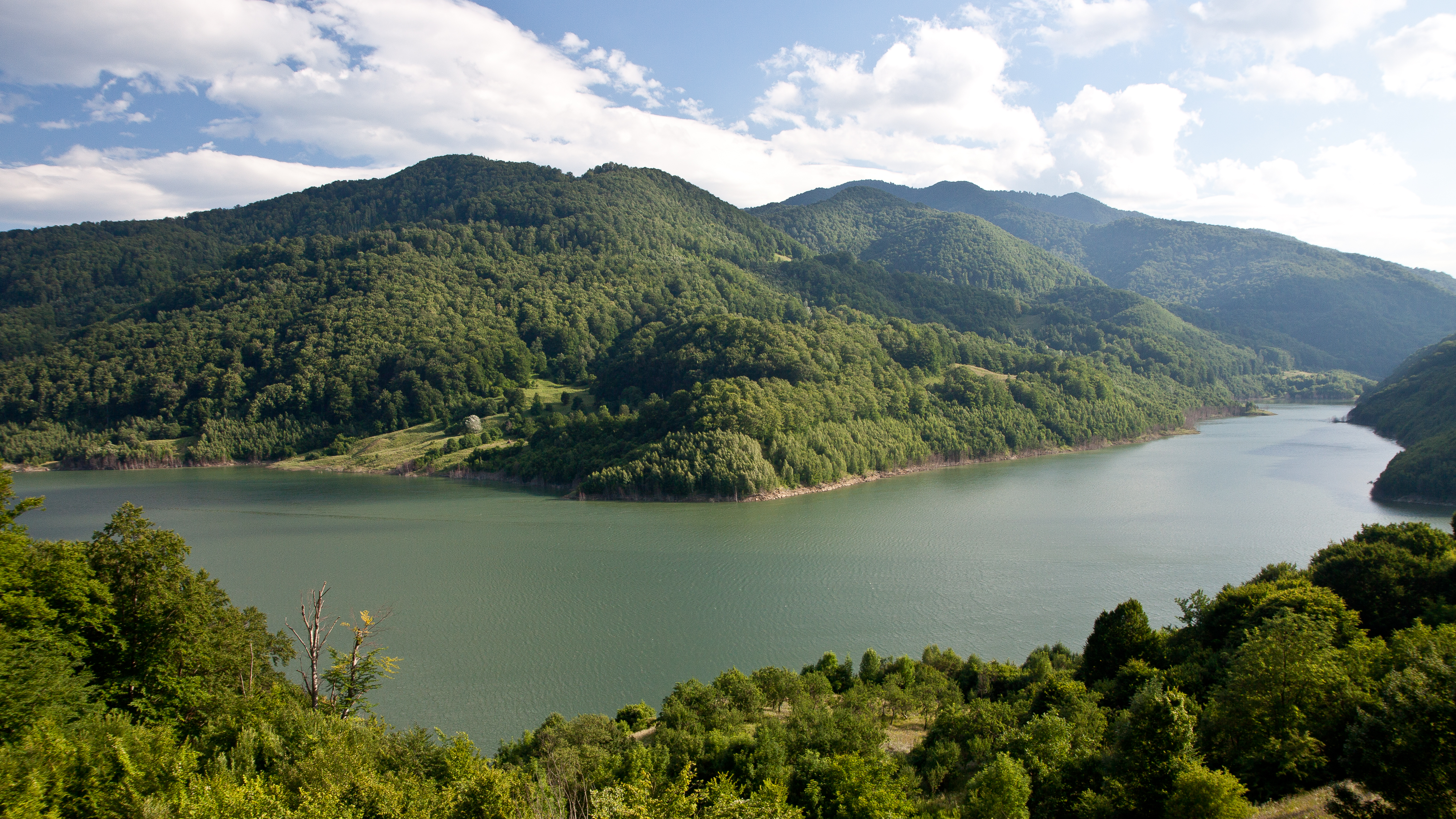
Lago Siriu
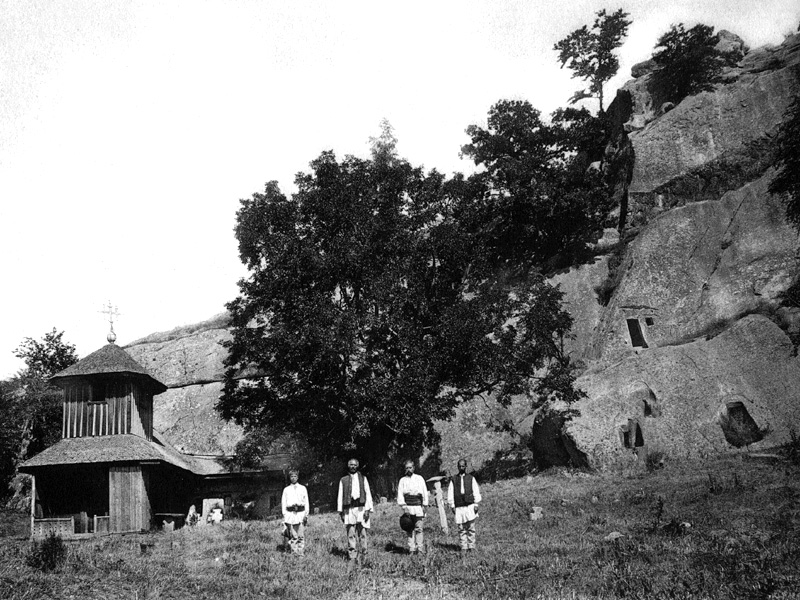
Cuevas de la ermita de Aluniș
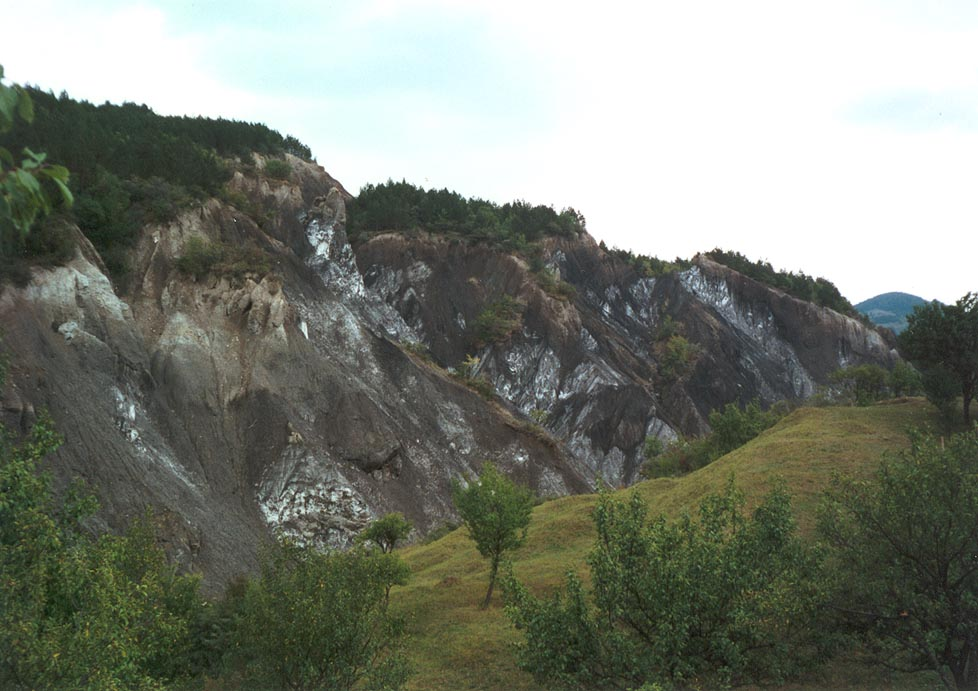
Meseta de Meledic
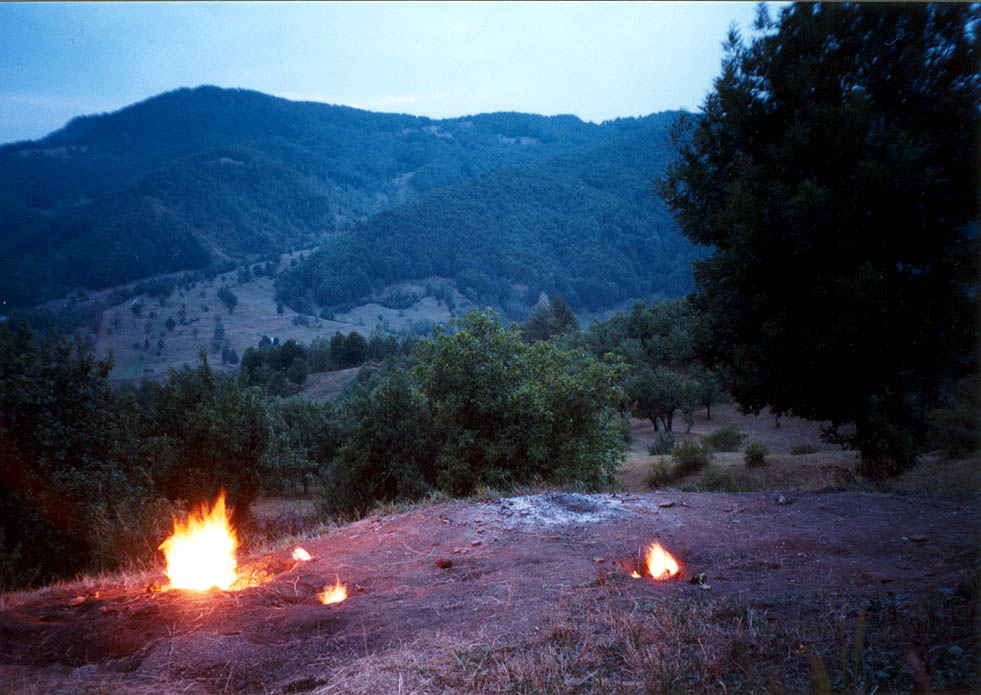
Focul Viu (Fuegos vivos)
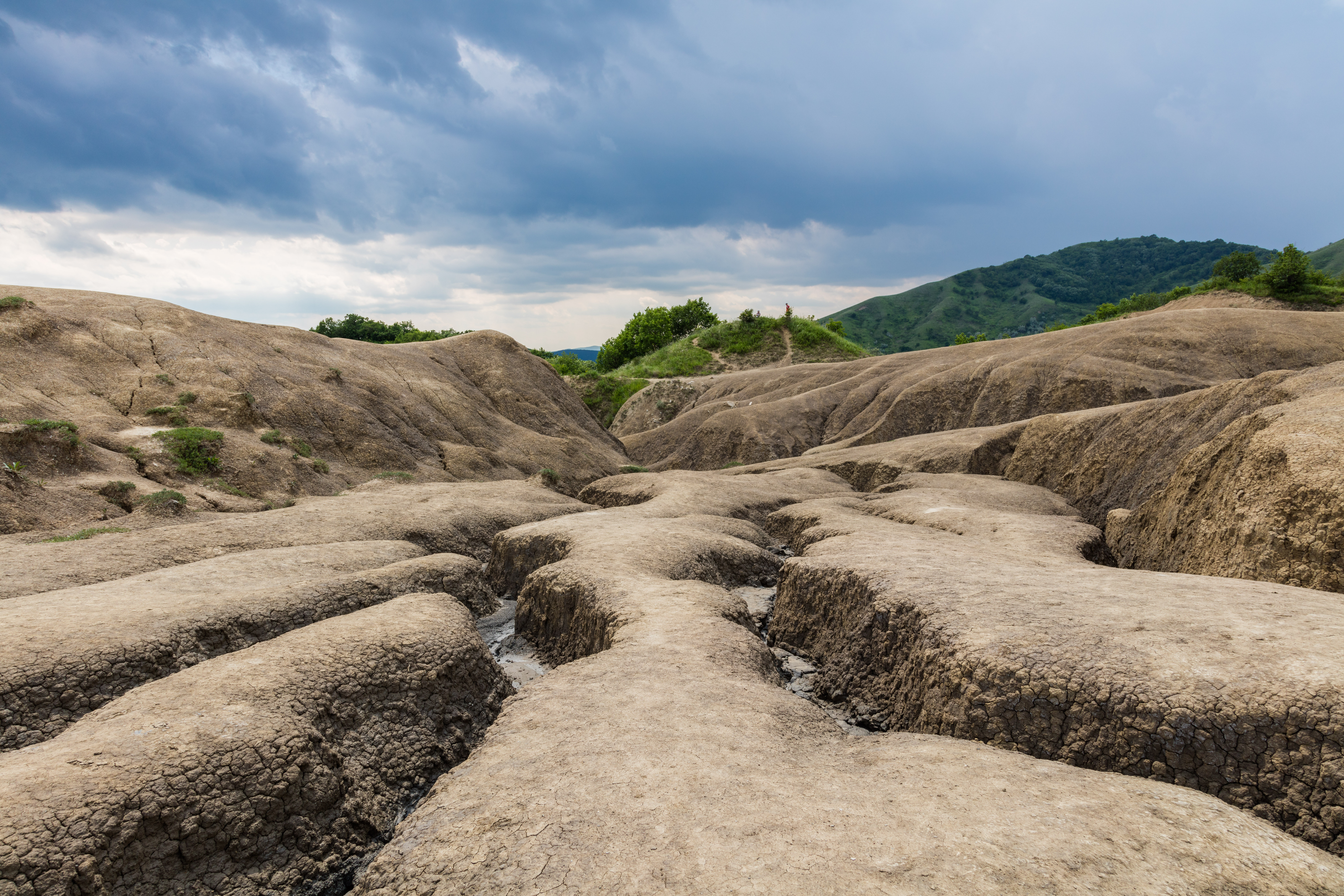
Volcanes Mud
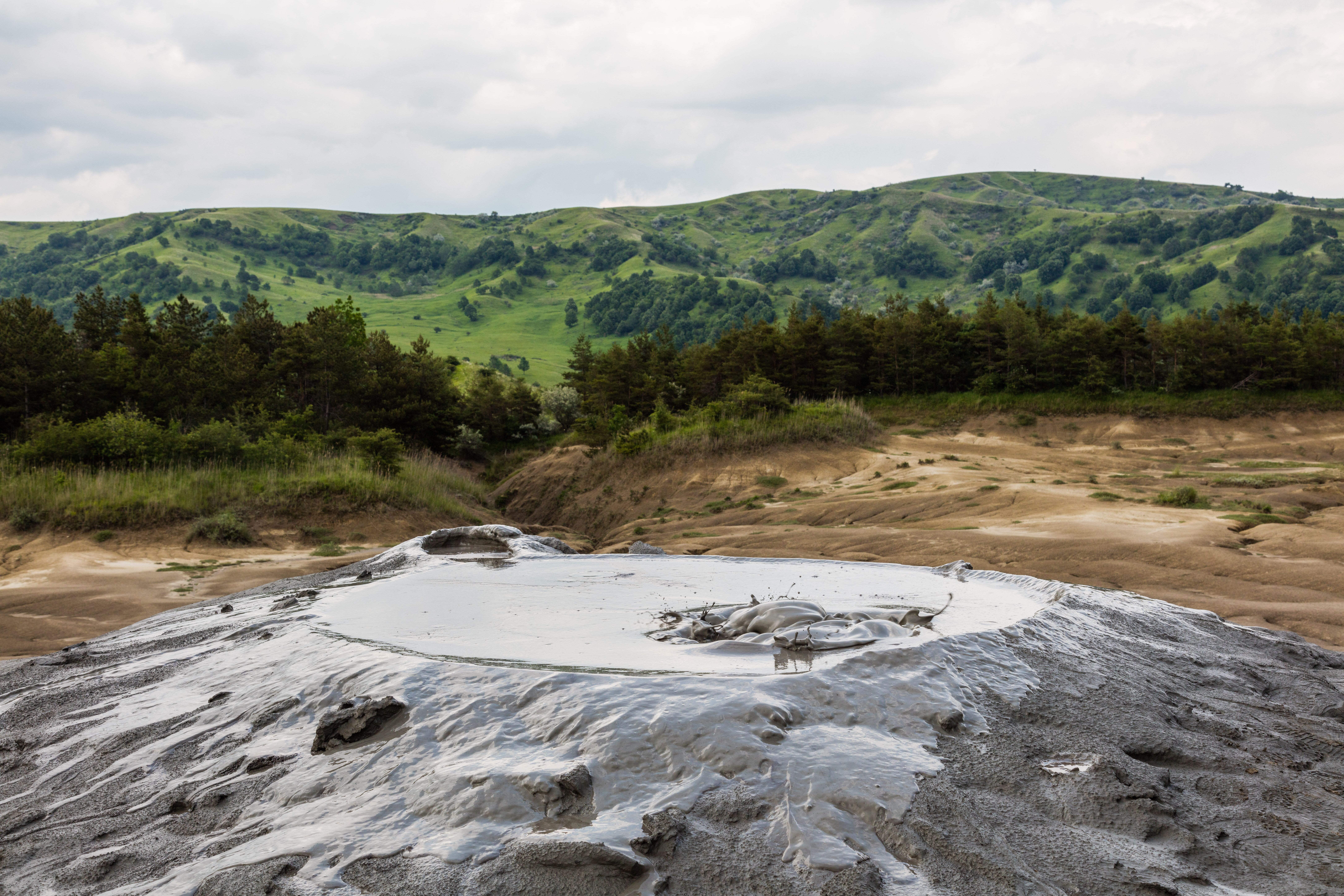
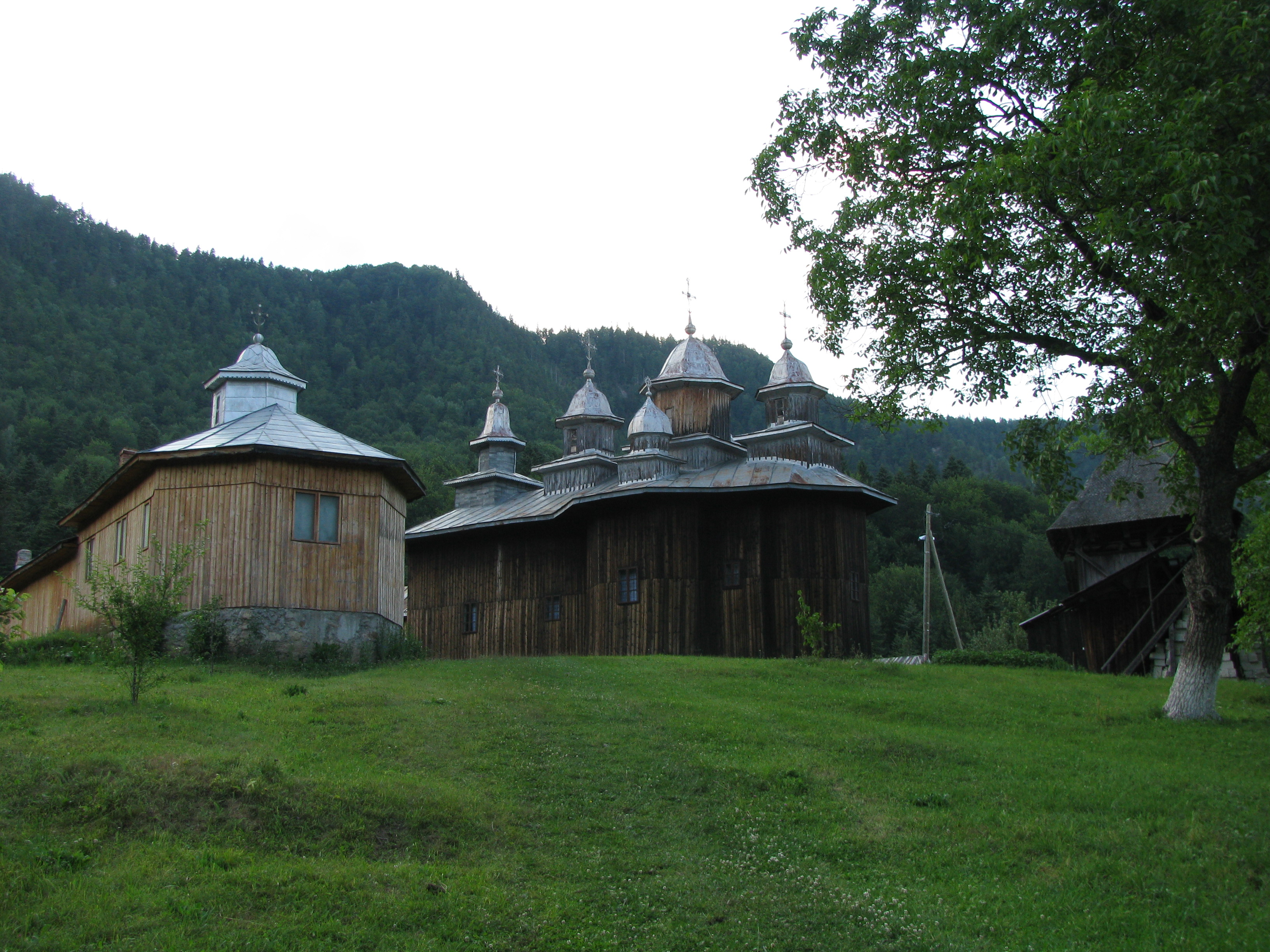
Iglesia de madera de Găvanu
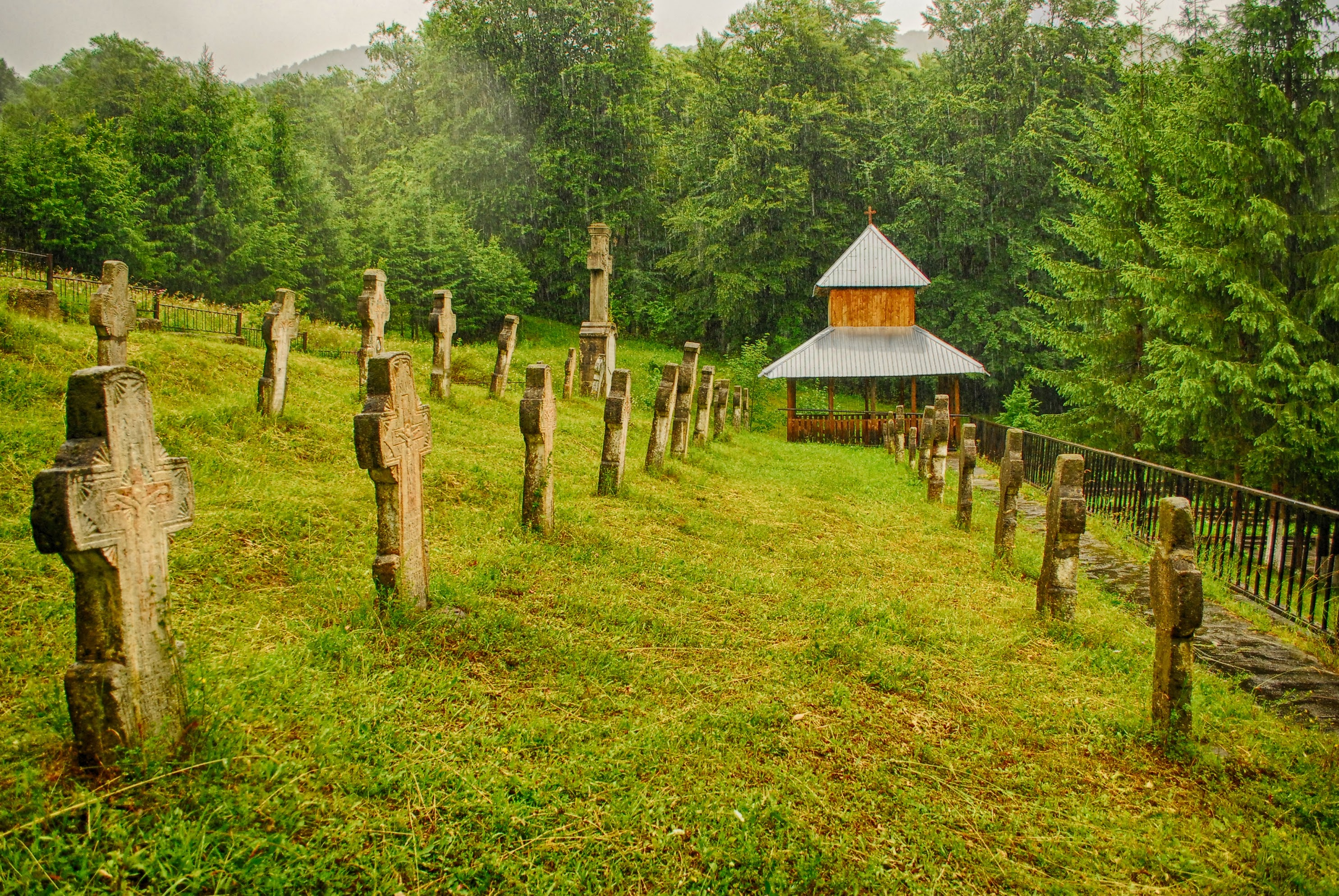
Cementerio de los Héroes de la Primera Guerra Mundial